# Cornwall-Gletscher (Coatsland)
Der Cornwall-Gletscher ist ein Gletscher im ostantarktischen Coatsland. Er fließt vom Crossover-Pass in der Shackleton Range nach Süden, um östlich des Ram Bow Bluff in den Recovery-Gletscher zu münden.
Erstmals kartiert wurde er 1957 von Teilnehmern der Commonwealth Trans-Antarctic Expedition (1955–1958) unter der Leitung des britischen Polarforschers Vivian Fuchs. Benannt ist er nach dem britischen General James Marshall-Cornwall (1887–1985), Mitglied des Managementausschusses dieser Forschungsreise. Verwechslungsgefahr besteht mit dem gleichnamigen Gletscher in der Ross Dependency.